# Хабеншаден, Себастьян

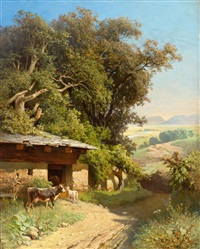
Летний пейзаж с животными

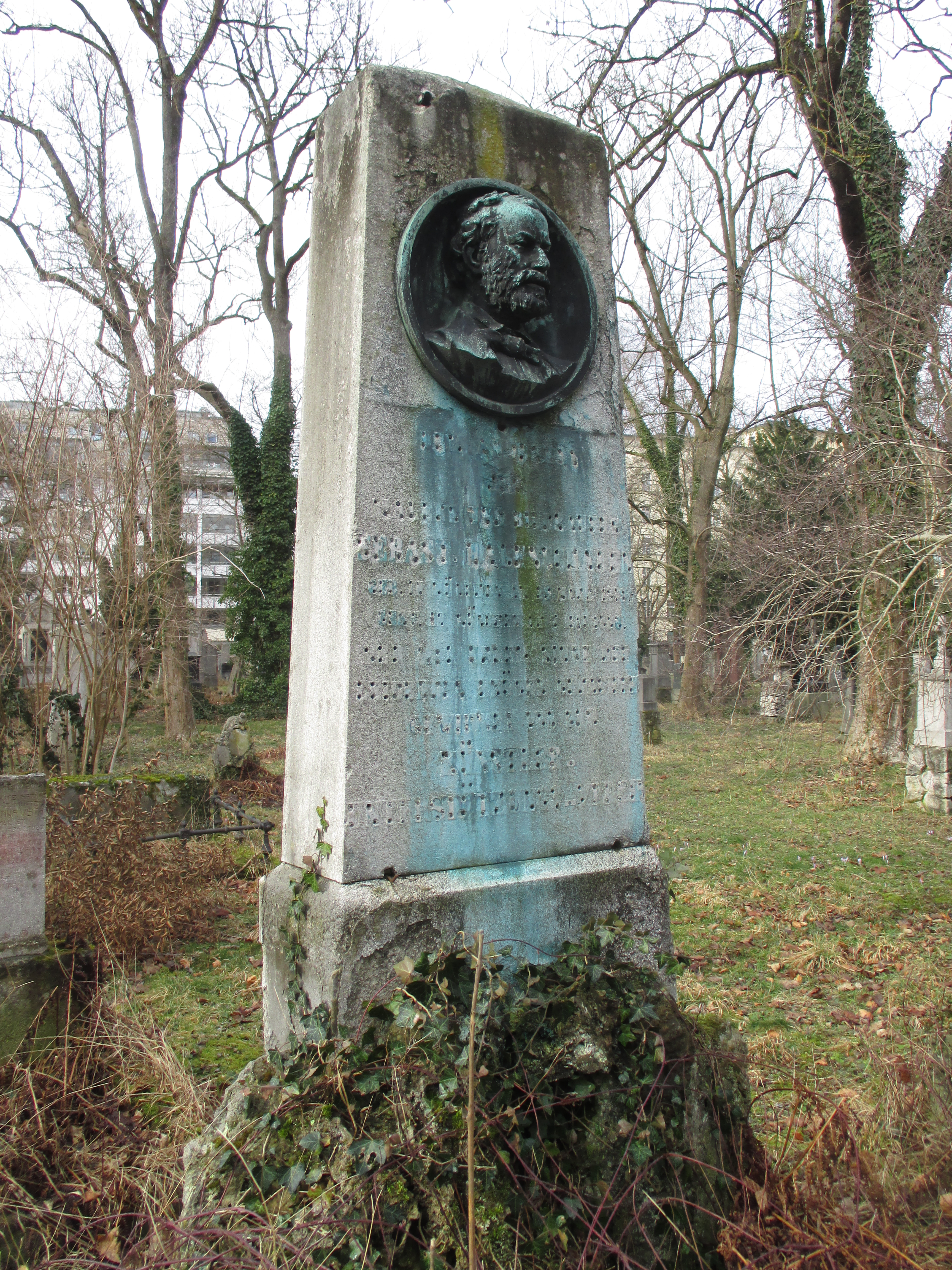
Памятник на могиле Себастьяна Хабеншадена

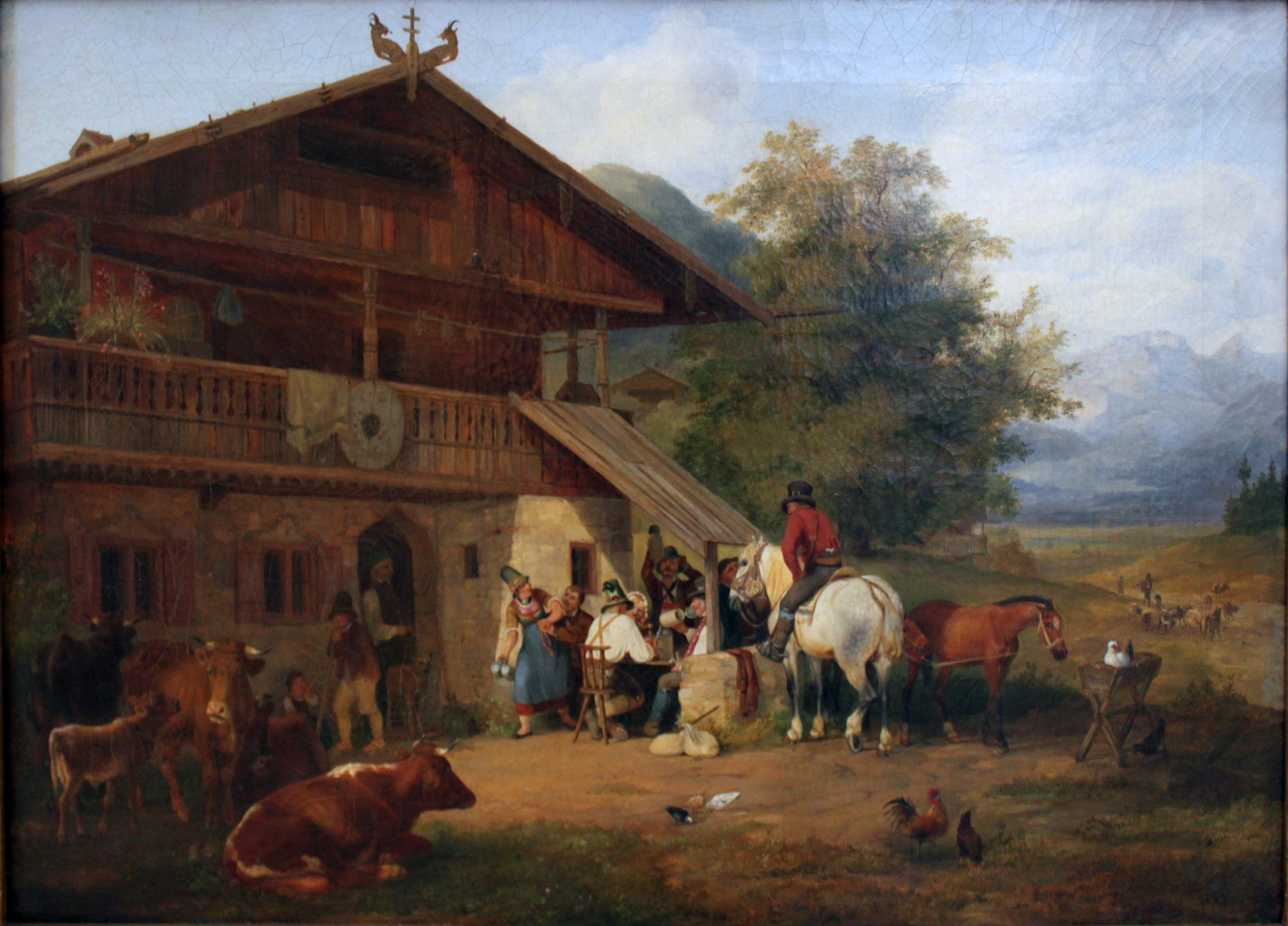
«Счастливое возвращение домой».1837

Себастьян Хабеншаден (нем. Sebastian Habenschaden; 1813, Мюнхен — 7 мая 1868, Мюнхен) — немецкий художник, офортист, гравёр и скульптор.

## Биография
Обучался в фарфоровой мастерской художника Адлера Адама. Затем слушал лекции в Мюнхенскую Академию изящных искусств, но после неудачной попытки найти себя в исторической живописи полностью обратился к жанру пейзажа и анималистики. В основном, занимался лепкой фигурок различных зверей наряду с изображением животных в пейзажной живописи.
В скульптуре Хабеншаден был так же талантлив, как и в живописи. Его рисунки, картины и офорты находятся ныне в Художественном музее Филадельфии, Британском музее, в Музее Георга Шефера в Швайнфурте, в музее фарфора в Мюнхене, участвуют в выставках пейзажной и анималистической живописи.
В честь Хабеншадена названа улица в баварском городе Пуллах-им-Изарталь.
Похоронен на Старом южном кладбище Мюнхена.